# جان فرانسوا كوستيه
جان فرانسوا كوستيه (بالفرنسية: Jean François Coste)‏، طبيب عسكري فرنسي، و عالم نبات، (ولد في 4 جوان 1741، فيل (أين) - توفي في 8 نوفمبر 1819، بباريس).

## السيرة الذاتية
ولد جان فرانسوا كوستيه عام 1741 من أب كان يزاول مهنة الطب. بعد أن أنهى دراسته الأولى بنجاح في Belley، ثم في المدرسة الثانوية في ليون، قرر الشاب كوستيه أن يسير على خطى والده، فغادر إلى باريس طلبا للعلم، حيث استفاد من الدروس التي تلقاها على أيدي أفضل الأساتذة من ذلك الوقت، مثل Astruc ، Rouelle ، Jussieu ، Antoine Petit. كانت محاولات الحصول على لقب طبيب في باريس باهظة الثمن في ذلك الوقت، ولم تكن وسائل كوستيه كافية. بعد أن تسلح بمعرفة قوية، ذهب إلى فالانس، وفي هذه المدينة حصل على الدكتوراه.
لم تتأخر فرصة إظهار مواهبه في المجئ، فقد انتشر وباء ينذر بالخطر في جميع أنحاء البلاد، هب الشاب كوستيه إلى مساعدة المرضى، وأغدق عليهم رعايته بحماسة وتفان توجا بالنجاح. ومن حدود بوغي وبلدة غيكس، انتشر الوباء حتى وصل إلى فيرني وأصاب فولتير، وقد علم فولتير أن بعض سكان مدينته يدينون باستعادة صحتهم إلى رعاية كوست، وأنه بالإضافة إلى ذلك، لم يكن هذا الطبيب غافلا عن علم الإنسانيات، إذ كان أطباء المدينة عادة ما يرغبون برؤيته، ويعطوه ترحيبا كاملا يتسم بالاحترام والإحسان. بعد ذلك، وأثناء الاضطرابات التي حدثت في جنيف، كان هناك أمر يتعلق بإنشاء مستشفى عسكري فيفيرسوكس للقوات المرسلة إلى هذه الحدود، فطلب كوستيه أن يحصل على شاغر طبيب في المستشفى، وحصل عليه بناء على توصية من فولتير، الذي كتب إلى دوق دي شواسيول رسالة بعنوان "طلب من الناسك من فيرني"، التي قدمها السيد كوست، الطبيب. هذه الرسالة مؤرخة في أغسطس 1769، وطبعت في مراسلات فولتير. في عام 1772، غادر كوستيه إلى المستشفى العسكري في نانسي. في ذلك الوقت، كان هناك بعض الأحياء غير الصحية في هذه المدينة، فقامت أكاديمية نانسي بطرح مسألة هذا البلاء(الوباء) موضوعا لتقديم العون والمساعدة بنية معالجة هذه الأوضاع غير المرضية.
عالج كوستيه هذا الموضوع بذكاء، كما توجت مذكراته في عام 1773. فقد علم صديق له عن بعض التجاوزات (الاختلاسات) التي ترتكب في المستشفى العسكري، وقد أبلغ كوستيه بدوره الحكومة الفاسدة عن هذه الإدارة، ولكن لم يستمع أحد إلى شكواه، فقدم استقالته، وذهب لقضاء بعض الوقت في بوليون، ثم تم إرساله إلى المستشفى العسكري في كاليه. وسرعان ما فتحت الحرب الأمريكية الأبواب لمهنة أوسع: فقد عين كبير المسؤولين الطبيين في جيش الولايات المتحدة تحت قيادة روشامبو. في هذا المنصب المهم، أظهر كوستيه المواهب والنشاط والتفاني، الأمر الذي أكسبه تقدير واشنطن وصداقة فرانكلين واعتماد معظم الجامعات الأمريكية. وبعد عودته إلى فرنسا في عام 1783، حصل كمكافأة نظير خدماته على معاش يكفي ل 3000 شخص.
وفي العام التالي، تم تعيينه مستشارًا طبيًا للمخيمات وجيوش الملك، واستدعي في فرساي، في مكاتب الحرب، ليكون مسؤولاً عن المراسلات مع مسؤولي الصحة العسكريين. ثم تولى بنجاح مهام مفتش للمستشفيات الغربية. في عام 1788، كان أول طبيب لمعسكر سانت أومير، بقيادة الأمير دي كوندي، وعضو في مجلس الصحة للجيوش. انتخب رئيس بلدية فرساي من قبل زملائه المواطنين وبإرادة الملك، شغل كوستيه بشجاعة وتفاني وظائف محفوفة بالمخاطر في ذلك الوقت. 
في عام 1796، تم تعيين كوستيه من قبل المسؤول الطبي الرئيسي في فندق ليزانفاليد، وعاش بهدوء في هذا تحت لواء لجوء المحاربين حتى عام 1803، كان لا يزال مسلوبا من الراحة التي تمكنه من الوفاء بواجبات المسؤول الطبي لجيش السواحل، ومن ثم الجيش الكبير، الذي خاض معركة أوسترليتز، وJena وEylau.
كان للصعوبات والمصاعب التي شهدها في بولندا بالإضافة إلى تراكم السنين الصعبه عليه قد نال من صحته، مما جعله يسعى للحصول على إذن بالعودة إلى فرنسا. وبعد الحصول عليها، عاد إلى عائلته وإلى مرضاه واستئنف مهنته القديمة، واسترجع هدوءه النفسي واستعاد صحته. 
في عام 1814، عينه لويس الثامن عشر قائدًا لفيلق الشرف، الذي كان ضابطًا فيه، ثم نقيب القديس ميشيل. في عام 1815، أصبح عضوا في اللجنة التي كلّفت بأمر من ملك الإبلاغ عن أوضاع تدريس الطب والجراحة في فرنسا، والذي انفصل عنه قبل أن يقوم باتخاذ أي قرار، لأنه لاحظ أنه تحت ستار الإصلاحات - التي كانت لا غنى عنها بلا شك – تم إخفاء بعض الادعاءات الخاصة والتعديلات المؤسفة المتعلقة بمهنة الطب. عاش كوستيه منعما بالصحة إلى أن أنهى مسيرته المهنية في عامه التاسع والسبعين، ثم توفي بعد صراع مع مرض في الصدر استمر ستة أيام فقط في الثامن من نوفمبر 1819.